# Ribeira de Pelanes
A Ribeira de Pelanes é um curso de água português localizado no concelho da Povoação, ilha de São Miguel, arquipélago dos Açores.
Este curso de água nasce a uma cota de altitude que ronda os 300 metros em pleno maciço das Furnas. A bacia hidrográfica desta ribeira faz em conjunto com a Ribeira das Pombas a drenagem natural de parte do Pico do Canário.
Nas suas margens existe um grande povoamento por flora endémica da Macaronésia, existindo entre elas algumas raras e em perigo de extinção. De entre elas distinguem-se Uva da Serra (Vaccinium cylindraceum), Urze (Erica azorica), Folhado (Viburnum tinus), Tamujo (Myrsine retusa), Figueira Brava (Pericallis malvifolia) e o Bracel da Rocha (Festuca petraea). Passa por esta ribeira um percurso pedestre.
O curso de água desta ribeira que desagua no Oceano Atlântico fá-lo depois de atravessar entre a Lomba do Carro e a Lomba do Cavalo, na Povoação.